# Ouhans
Ouhans és un municipi francès situat al departament del Doubs i a la regió de Borgonya - Franc Comtat. L'any 2007 tenia 376 habitants.

## Demografia

### Població
El 2007 la població de fet d'Ouhans era de 376 persones. Hi havia 136 famílies de les quals 24 eren unipersonals (12 homes vivint sols i 12 dones vivint soles), 48 parelles sense fills, 60 parelles amb fills i 4 famílies monoparentals amb fills.
La població ha evolucionat segons el següent gràfic:
Habitants censats

### Habitatges
El 2007 hi havia 167 habitatges, 137 eren l'habitatge principal de la família, 10 eren segones residències i 20 estaven desocupats. 140 eren cases i 27 eren apartaments. Dels 137 habitatges principals, 103 estaven ocupats pels seus propietaris, 29 estaven llogats i ocupats pels llogaters i 5 estaven cedits a títol gratuït; 4 tenien dues cambres, 15 en tenien tres, 21 en tenien quatre i 97 en tenien cinc o més. 133 habitatges disposaven pel capbaix d'una plaça de pàrquing. A 43 habitatges hi havia un automòbil i a 84 n'hi havia dos o més.

### Piràmide de població
La piràmide de població per edats i sexe el 2009 era:
| Homes | Edats   | Dones |
| ----- | ------- | ----- |
| 0     | 95 o +  | 0     |
| 0     | 90 a 94 | 0     |
| 0     | 85 a 89 | 4     |
| 0     | 80 a 84 | 4     |
| 0     | 75 a 79 | 0     |
| 4     | 70 a 74 | 4     |
| 12    | 65 a 69 | 8     |
| 12    | 60 a 64 | 12    |
| 16    | 55 a 59 | 4     |
| 16    | 50 a 54 | 4     |
| 4     | 45 a 49 | 12    |
| 12    | 40 a 44 | 16    |
| 8     | 35 a 39 | 12    |
| 24    | 30 a 34 | 12    |
| 4     | 25 a 29 | 12    |
| 20    | 20 a 24 | 12    |
| 4     | 15 a 19 | 16    |
| 16    | 10 a 14 | 12    |
| 20    | 5 a 9   | 4     |
| 4     | 0 a 4   | 8     |

## Economia
El 2007 la població en edat de treballar era de 226 persones, 186 eren actives i 40 eren inactives. De les 186 persones actives 180 estaven ocupades (101 homes i 79 dones) i 6 estaven aturades (2 homes i 4 dones). De les 40 persones inactives 16 estaven jubilades, 13 estaven estudiant i 11 estaven classificades com a «altres inactius».

### Ingressos
El 2009 a Ouhans hi havia 136 unitats fiscals que integraven 383 persones, la mediana anual d'ingressos fiscals per persona era de 16.268 €.

### Activitats econòmiques
Dels 21 establiments que hi havia el 2007, 1 era d'una empresa extractiva, 1 d'una empresa alimentària, 2 d'empreses de fabricació d'altres productes industrials, 6 d'empreses de construcció, 1 d'una empresa de comerç i reparació d'automòbils, 4 d'empreses de transport, 2 d'empreses d'hostatgeria i restauració, 2 d'empreses immobiliàries i 2 d'empreses de serveis.
Dels 8 establiments de servei als particulars que hi havia el 2009, 1 era una oficina de correu, 2 paletes, 2 fusteries, 2 lampisteries i 1 restaurant.
L'any 2000 a Ouhans hi havia 10 explotacions agrícoles que ocupaven un total de 780 hectàrees.

## Equipaments sanitaris i escolars
El 2009 hi havia una escola elemental integrada dins d'un grup escolar amb les comunes properes formant una escola dispersa.

## Poblacions més properes
El següent diagrama mostra les poblacions més properes.